# 塔拉西夫卡 (盧甘斯克州)
49°39′40″N 38°23′26″E / 49.66111°N 38.39056°E

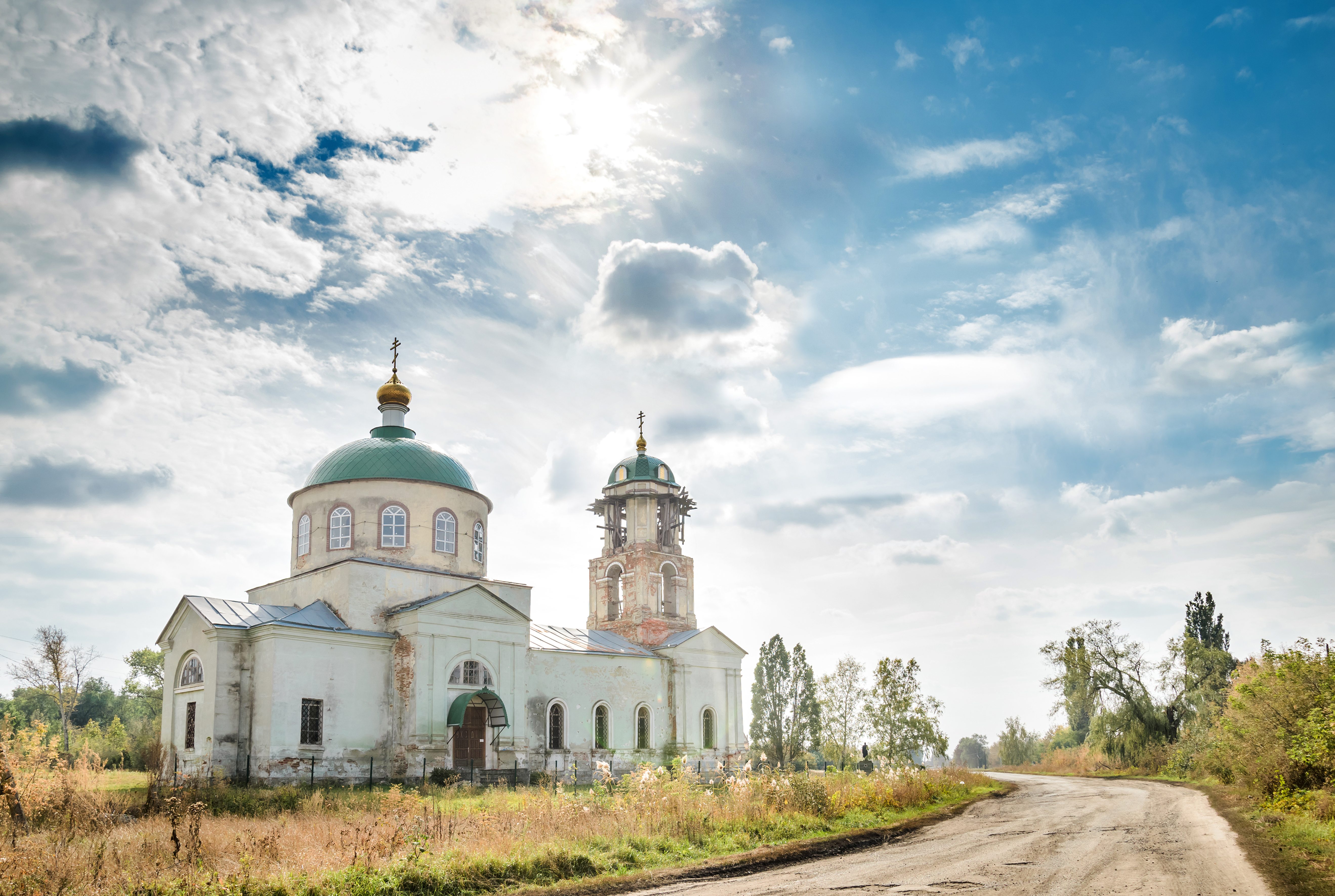
教堂

塔拉西夫卡（烏克蘭語：Тарасівка）是位於烏克蘭東部的村莊，由盧甘斯克州斯瓦托韋區的下杜万卡市镇負責管轄。該村始建於1815年，面積57.8平方公里，海拔高度94米，2001年人口848，人口密度每平方公里14.7人。